# Lidia Isac
Lidia Isac, née le 27 mars 1993 à Saint-Pétersbourg en Russie, est une chanteuse moldave.

## Biographie
Le 27 février 2016, elle remporte la finale nationale O Melodie Pentru Europa 2016 et est choisie pour représenter la Moldavie au concours Eurovision de la chanson 2016 à Stockholm, en Suède avec la chanson Falling Stars (Étoiles filantes). Elle participe à la première demi-finale du 10 mai 2016 mais ne réussit pas à se qualifier pour la finale du 14 mai, n'étant classée que 17e sur les 18 participants.
Elle a également enregistré une version française de cette chanson, intitulée Pluie d'étoiles.
Elle participe à la saison 6 de The Voice France en 2017. À l'issue des auditions à l'aveugle du 18 mars, elle intègre l'équipe de Florent Pagny après son interprétation de la chanson Ordinaire de Robert Charlebois. Elle est éliminée lors de la battle et aucun coach ne la sauve.